# Cellaria mitrata
Cellaria mitrata är en mossdjursart som beskrevs av Brown 1958. Cellaria mitrata ingår i släktet Cellaria och familjen Cellariidae. Inga underarter finns listade i Catalogue of Life.